# Ghisonaccia
Ghisonaccia es una comuna y población de Francia, en la región de Córcega, departamento de Alta Córcega.
Su población en el censo de 1999 era de 3.168 habitantes, la más poblada del cantón.

## Demografía
| 1540 | 2473 | 3240 | 3297 | 3270 | 3168 |
| Para los censos de 1962 a 1999 la población legal corresponde a la población sin duplicidades (Fuente: INSEE [Consultar]) |      |      |      |      |      |